# Anzat-le-Luguet
Anzat-le-Luguet là một xã thuộc tỉnh Puy-de-Dôme trong vùng Auvergne-Rhône-Alpes miền trung nước Pháp. Xã này nằm ở khu vực có độ cao 1140 mét trên mực nước biển.